# Culleus (pena de mort)
Culleus (català: Cul·leu) era una pena de mort del dret romà per als parricides. Consistia a submergir al condemnat en l'aigua, tancat en un sac, al costat d'un gos, una serp verinosa i un mico.
Era considerada una pena especialment infamant.